# Armand Queyroy
Mathurin Louis Armand Queyroy dit Armand Queyroy (30 juillet 1830 à Vendôme, 7 mars 1893 à Moulins) est un graveur aquafortiste français.

## Biographie

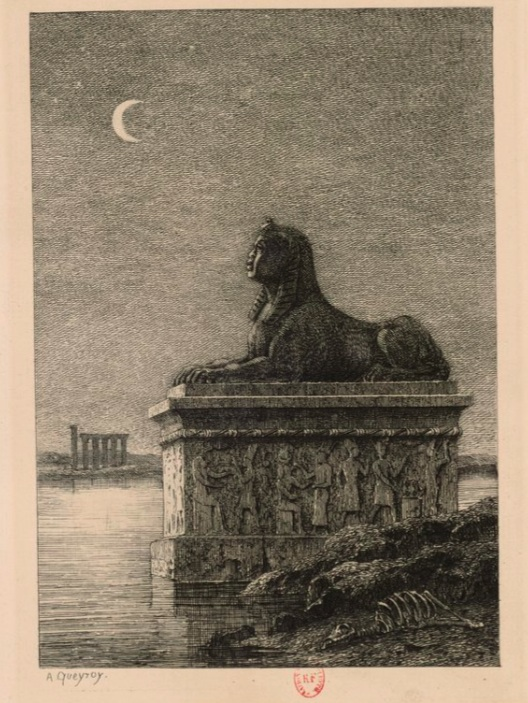
« Le sphinx », illustration pour Henri Cazalis, dans Sonnets et eaux-fortes (1869).

De 1852 à 1856, Armand Queyroy est l'élève de Évariste-Vital Luminais de 1852 à 1856.
En 1857, à l'âge de 27 ans, après son mariage avec Julie Watelet, fille d’un notaire, issue d'une grande famille de la ville, il s'installe en Bourbonnais à Moulins. Le couple aura deux enfants : Gustave, qui deviendra officier, et Marie.
Il est nommé en 1862 conservateur du musée municipal de Moulins. Il a aussi participé à la naissance du musée de Vendôme, sa ville natale.
Proche du critique Philippe Burty, graveur confirmé, il est membre de la Société des aquafortistes cofondée par Alfred Cadart : il produit, entre autres, six gravures pour L'Illustration nouvelle (1868-1881). 
Queyroy a été aussi un collectionneur d'art.

« Vous avez un talent vrai et fin, le coup d’œil qui saisit le style, la touche ferme, agile et forte, beaucoup d’esprit dans le burin et beaucoup de naïveté, et ce don rare de la lumière dans l’ombre. Ce qui me frappe et me charme dans vos eaux-fortes, c’est le grand jour, la gaîté, l’aspect souriant, cette joie du commencement qui est toute la grâce du matin. Vos planches semblent baignées d’aurore. »

— Victor Hugo, alors en exil à Guernesey, s’adressant par écrit au peintre le 17 avril 1864

## Expositions
- en 2010 (13 février - 30 mai), au musée Anne-de-Beaujeu de Moulins[4].
- en 2012, à la chapelle Saint-Jacques de Vendôme[5].